# Montenegró az első világháborúban

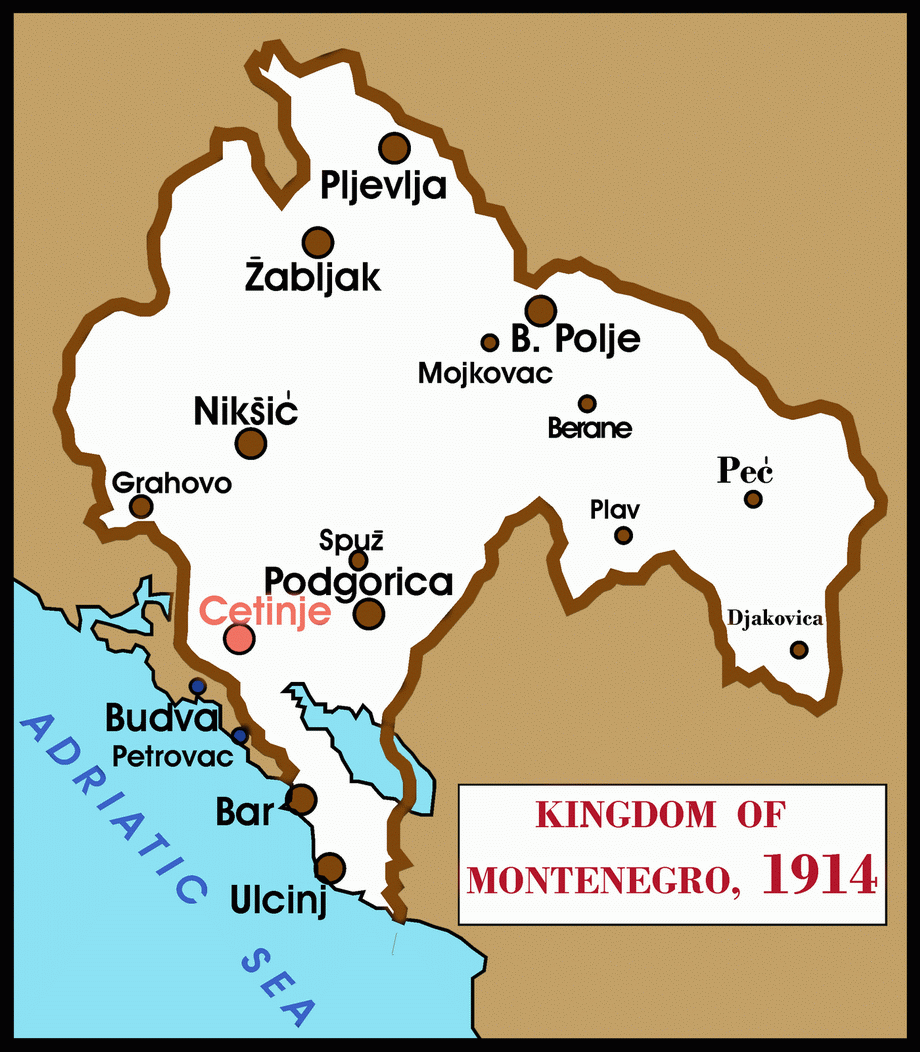
A Montenegrói Királyság területe közvetlen a háború előtt

Montenegró az első világháborúban 1914 augusztusától vett részt hadviselő félként az antant oldalán, katonai segítséget nyújtva Szerbiának. Az 1878-as berlini kongresszust követően hivatalosan is függetlennek elismert Montenegró a XIX-XX. század fordulóján sikeresen növelte területét, majd Szerbiával, Görögországgal és Bulgáriával közösen létrehozta a törökellenes Balkán-szövetséget. 1912. október 8-án Montenegró hadat üzent az Oszmán Birodalomnak, majd az így kitörő első Balkán-háborúban a győztes szövetség tagjaként ismét sikeresen kitolta határait, bár kénytelen volt kivonulni az általa elfoglalt Szkutariból. Az ország a második Balkán-háborúban kiállt szerb szövetségese mellett a bolgárok ellen, mely együttműködés a világháború kitörése után is fennállt.
Montenegró 1914. augusztus 7-ei hadba lépését követően a viszonylag kis létszámú, de harcedzett montenegrói hadsereg több ezer tagja vett részt a Drina folyó felső folyásánál folytatott harcokban az Osztrák–Magyar Monarchia csapatai ellen, továbbá pedig a Cattarói-öböl felett magasodó Lovčen-hegyen kiépített montenegrói erődök ágyúzták a Császári és Királyi Haditengerészet hadihajóit, amelyek egészen augusztus 16-áig blokád alá vonták a balkáni királyságot.
Az 1915 októberében bekövetkezett, döntő osztrák-magyar, német és bolgár támadás következtében a szerb hadsereg összeomlott, és megkezdte visszavonulását Albánia felé. A Montenegró elleni osztrák–magyar offenzíva 1916. január 5-én kezdődött meg. A túlerővel küzdő montenegrói csapatok taktikai győzelmet arattak a január 6–7-én vívott mojkovaci csatában, azonban ez csak késleltette a vereséget. A királyság január 13-án fegyverszünetet kért a monarchiától, amit 1916. január 16-án írtak alá a két ország képviselői.

## Történelmi előzmények

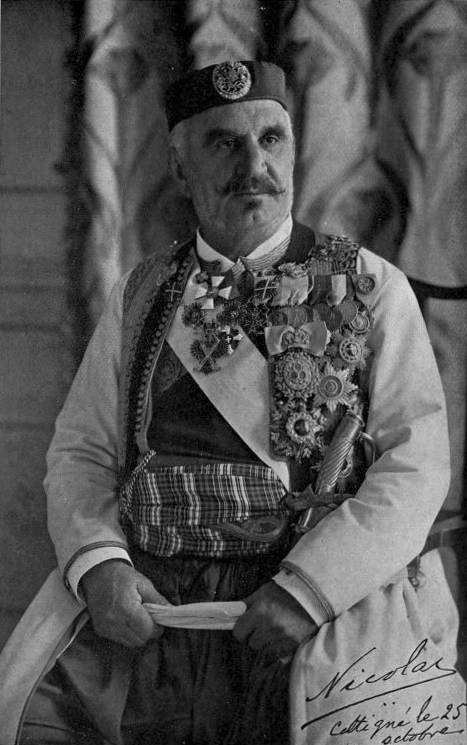
I. Miklós montenegrói herceg, 1910-től országa királya

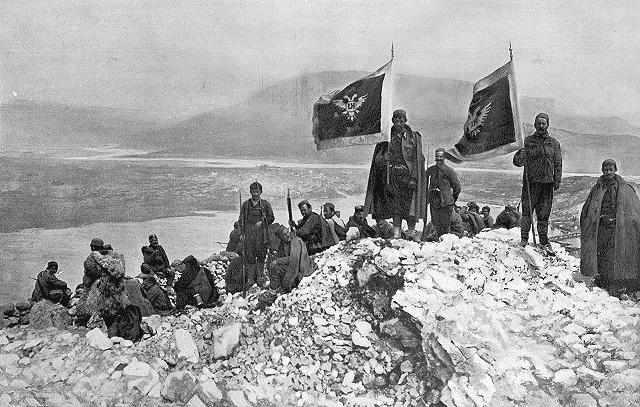
Montenegrói katonák a Tarabosh-hegy csúcsán, nem messze a montenegróiak által ostromlott Szkutaritól

Miután a Balkánon élő népek sorra kivívták függetlenségüket (Montenegró Szerbiával és Bulgáriával egy évben 1878-ban), a fiatal államok céljai közt szerepelt a még megmaradt balkáni területek felosztása egymás között. Útjukban állt azonban a gyengélkedő Oszmán Birodalom, melynek megmaradt balkáni területei zendülésektől és lázadásoktól voltak hangosak. Ezt az időt használták ki a balkáni államok a terveik szövögetésére és végül az 1911–12-es olasz–török háború végzetesen meggyengítette az Oszmán Birodalmat. Ezt kihasználva a pánszláv mozgalmakat támogató Oroszország sugallatára 1912-ben létrejött a Balkán-szövetség nevű politikai és katonai szövetség, amelynek tagjai Bulgária, Szerbia, Görögország és Montenegró voltak. Az egyezmény titkos záradékában szerepelt a törökellenes összefogás, az ellenük indítandó háború lehetősége is, továbbá az, hogy esetleges területi viták esetén a szövetség tagjai az Orosz Birodalmat kérik fel döntőbírónak.
Az Oszmán Birodalom ellen vívott első Balkán-háború Montenegró 1912. október 8-ai hadüzenetével kezdődött, majd a Balkán-szövetség többi tagja is hadba lépett. A bolgár csapatok offenzívát indítottak Trákia megszerzéséért, a görögök Dél-Makedónia és Dél-Albánia felé vonultak, míg a szerb–montenegrói csapatok a Szandzsák, Észak-Albánia és Észak-Makedónia ellen intéztek támadást. A szervezési és utánpótlási gondokkal is küszködő török csapatok minden fronton katasztrofális vereséget szenvedtek. A felek 1912. december 3-án fegyverszünetet kötöttek. December 17-én a térség vitáinak rendezése végett felállt a londoni nagyköveti konferencia, mely a Balkán térségében érintett hat európai nagyhatalom képviselői között zajlott. Az Oszmán Birodalom, a Balkán-szövetség és Albánia képviselőit hozzászólási joggal nem rendelkező megfigyelőkként vettek részt. December 20-án a nagyhatalmi konferencia az Osztrák–Magyar Monarchia és Olaszország követeléseinek helyt adva elutasította, hogy Szerbia tengerparti kikötőhöz jusson, továbbá megszavazták az autonóm Albánia létrehozását oszmán fennhatóság alatt.
1913. március 22-ére megszületett a döntés Albánia északi államhatárairól is, amely egyebek mellett Szkutarit Albániának ítélte, egyúttal elrendelte a szerb csapatok kivonását is az észak-albániai területekről (a Szandzsák, Nyugat-Koszovó és Nyugat-Makedónia kivételével). A döntést Szerbia és Montenegró tudomásul vette, mely gyakorlatilag megfosztotta őket a már elfoglalt tengerparti területektől, azonban Montenegró nem volt hajlandó visszavonni a Szkutarit ostromló katonáit. A török vezetés sem fogadta el az albán függetlenséget, ellenállásra biztatta híveit és a török hadsereg Szkutarit védő egységeit. Szkutari török védőserege az elkövetkező hónapokban is erősen tartotta állásait, de már nem tarthatták sokáig magukat. Áprilisban ismét ideiglenes fegyverszünet jött létre, ám Szkutari ostroma mégis tovább folytatódott. A londoni konferencia – hogy határozatának érvényt szerezzen – nagyhatalmi blokádot szervezett Montenegró partjaihoz, a Monarchia részvételével. Végül április 23-án Szkutari elesett, azonban május 14-én Montenegró kénytelen volt engedni a nemzetközi nyomásnak és csapatait visszavonni a városból. A háborúnak ezt követően az 1913. május 30-án megkötött londoni egyezmény vetett végett, amely által a szövetség tagjai területi nyereségeket könyvelhettek el, továbbá létrejött a független Albánia. Montenegró is elkönyvelhetett területi nyereséget, a török Szandzsák régiót maga és Szerbia között osztották fel. A békeszerződéssel Bulgária nem volt elégedett, és csakhamar a volt szövetségesei ellen fordult. A kirobbanó második Balkán-háborúban azonban a bolgárok súlyos vereséget szenvedtek, és az előzőleg megszerzett területek nagy részét elvesztették (a későbbiekben ez ahhoz vezetett, hogy Bulgária a világháborúban a központi hatalmak oldalára állt).

## A háborúba való belépés és a katonai erők mozgósítása
1914. június 28-án Bosznia-Hercegovinába látogatott Ferenc Ferdinánd osztrák-magyar trónörökös. A fővárosban Gavrilo Princip szerb diák, a Fekete kéz nevű nacionalista csoport tagja merényletet követett el ellene, ekkor mind a trónörökös, mind annak a felesége életét vesztette. Az osztrák trónörökös pár halála Európa méretű politikai válságot okozott. Az Osztrák–Magyar Monarchia Szerbiát okolta a történtekért, és ultimátumot küldött, melyben többek közt szabad átjárást kívánt a szerb állam területére az osztrák rendőrök számára. Miután Oroszország támogatását a háta mögött tudó Szerbia nem fogadta el az Osztrák–Magyar Monarchia ultimátumát, és általános mozgósítást rendelt el, a Monarchia július 28-án hadat üzent Szerbiának. Montenegró, miután Szerbia háborúba lépett, nem sokkal szövetségese után, augusztus 7-én az Osztrák–Magyar Monarchiának, majd augusztus 9-én Németországnak is hadat üzent, és általános mozgósítást rendelt el.
A mozgósítás elrendelését követően rövid időn belül Montenegró egy 50 000 fős haderőt állított fel, amely azonban eltörpült nem csak az osztrák, hanem a szerb hadsereg létszáma mellett is. Ennek ellenére a montenegrói katonaság a szerb erőkhöz hasonlóan igen harcedzett volt. Ezen felül a montenegróiak szintén a szerbekhez hasonlóan alkalmasak voltak a hegyi hadviselésre, és a domborzat adta lehetőségeket kihasználva képesek voltak arra, hogy jóval nagyobb zavart tudjanak okozni az ellenségnek, mint ami pusztán a létszámukból következne. Montenegró tüzérség terén az osztrák-magyar erők ellen 200 régi gyártmányú löveget tudott felmutatni.
(De) Jelentékenyen fokozza ennek a hadseregnek harcképes voltát, hogy majdnem az egész létszám működő seregnek tekinthető, mert a hadsereg körüli szolgáltatások nagy részét elvégzi maga a lakosság, nők s a gyermekek is. A különben gyengén felszerelt és kisszámú sereget ez a körülmény, valamint a montenegrói harcosnak igénytelensége, szívóssága és bátorsága többre képesíti, mint amennyit az ilyen félig szervezett milíciától várni lehetne.

## A háború

### Harcok keleten

#### Az Osztrák–Magyar Monarchia első offenzívája Szerbia ellen

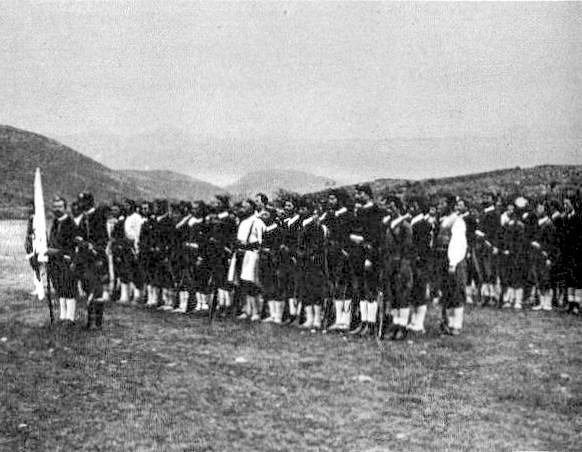
Montenegrói önkéntesek 1914 októberében

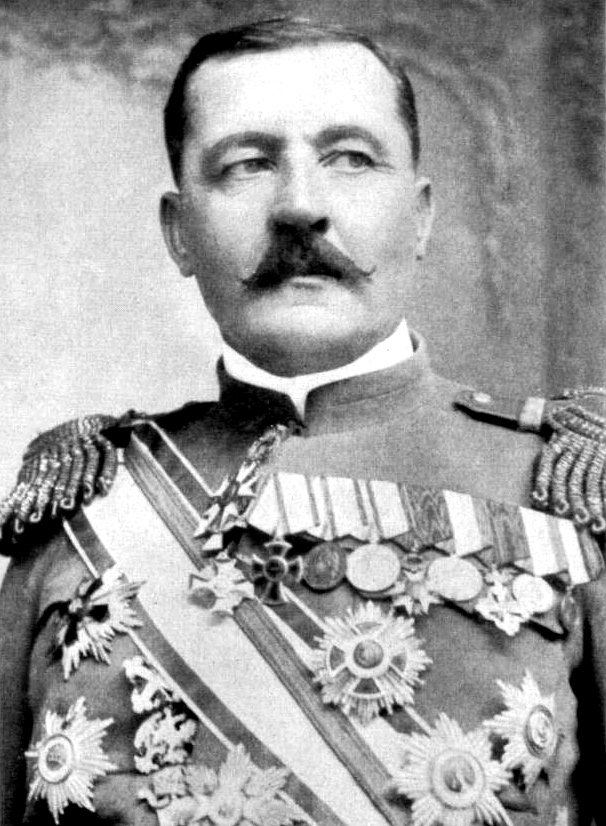
Janko Vukotić, a montenegrói hadsereg parancsnoka

A háború kitörését követően mind a szerb, mind a montenegrói vezérkar is fő feladatának a várható osztrák-magyar offenzíva kivédését tartotta. A szerb vezérkar főnöke, Radomir Putnik elképzelése szerint a túlerőben lévő ellenség ellen védekezve, harc közben kell a hadseregnek visszavonulni, de amikor lehetséges, ellentámadásokkal kell lehetőleg visszavonulásra kényszeríteni a támadókat. A szerb tábornok fontosnak tartotta, hogy hadserege sértetlenségét minél jobban megőrizze a kibontakozó orosz támadásig, mely fontos osztrák erőket vonna el a balkáni frontról. A szerb és montenegrói egységek nagy részét ezért a határ mentén állították fel, továbbá felállítottak egy központi tartalékot Belgrád és Kragujevac térségében, amelynek az volt a feladata, hogy egy esetleges ellenséges betörés esetén erősítést tudjon küldeni a meggyengült frontszakaszra. A montenegrói hadsereg nagy része, a hadsereg plevjei csoportja a szerbek balszárnyához csatlakozott és a Drina folyó mentén építette ki állásait (Uzice-csoport).
Bár lehetett még számolni esetleges bolgár hadmozdulatokkal is, a frontvonalon a védekező erők nagy részét a Drina és a Száva folyókhoz rendelték. A Drina folyónál állomásozó katonákkal szemben a Oskar Potiorek osztrák tábornok vezette 5. és 6. hadsereg katonái álltak fel a másik parton, az osztrák-magyar 2. hadsereg pedig a Száva és a Duna folyásainál állomásoztak. Az osztrák haditervek szerint gyors csapást mértek volna a szerb és a montenegrói erőkre, majd innen csapatokat átszállítva ellenlépéseket tettek volna az esetlegesen várható orosz támadás ellen. Potiorek azonban nem tudta megszervezni a Szerbia ellen küldött három hadsereg koordinálását és a rendelkezésre álló erőket sem tudta teljes mértékben a támadásra felhasználni. Az 5. hadsereg Valjevo irányába tört előre, a 6. a Drina folyásánál, a 2. pedig Szabács elfoglalása után nem kívánt tovább belebonyolódni a harcokba, mert szállításra vártak. Emiatt az osztrák támadás hamar megakadt. Radomir Putnik szerb főparancsnok eleinte visszavonulást rendelt el, de augusztus 16-án ellentámadást indított ami teljes sikerrel járt. Ezzel az osztrák-magyar támadás teljes kudarcba fulladt, és a támadó csapatok a folyók mögé, az offenzíva kiindulópontjaira szorultak vissza.

#### Szerb-montenegrói erők betörése Boszniába, a Szerbia elleni második osztrák-magyar támadás
A sikeres szerb hadműveleteket követően szerb és montenegrói csapatok lépték át az osztrák-magyar határt. Szeptember 4–10-e között a szerbek II. Sumadia-hadosztálya Višegrad és Goražde között, a montenegróiak pedig innen Fočáig kísérelték meg kisebb csoportokkal a Drinán való átkelést, de az osztrák 8. hegyi dandár alegységei megakadályozták a folyón való átjutást. Az osztrák-magyar erők hamarosan erősítést kaptak, azonban a montenegrói erők szeptember 11-én hatalmukba kerítették a fočai hidat, amelynek helyőrsége Kalinovikra húzódott vissza. Később az itt állomásozó csapatok megkíséreltek előre törni, azonban az erősebb osztrák-magyar haderő végül visszavonulásra kényszerítette őket. A montenegróiak a visszavonuló csapatokat Jeločig követték, ahova szeptember 13-án érkeztek meg. A támadó hadműveletekre válaszul hamarosan Potiorek táborszernagy vezetésével újabb osztrák-magyar támadás vette kezdetét. Szeptember 8-án az osztrák 5. hadsereg a Drina alsó, míg a 6. hadsereg a Drina felső folyásánál lendült támadásba és sikeresen átkelt a folyón. A szerb–montenegrói erők szeptember 16-ától ellentámadást indítottak és az ellenséges támadást sikerült visszaszorítani, de a Száva és a Drina folyókon kiépült osztrák hídfőket nem tudták felszámolni.
Október 18–22. között heves összecsapásokra került sor a többségében montenegróiak alkotta erők és a támadó osztrák alakulatok között a montenegróiak által elfoglalt boszniai területeken. Az összecsapás montenegrói vereséggel végződött, és bár Vučinič tábornok október 23-án támadást indított a gatačko poljei osztrák állások ellen, de az október 30-ig elnyúló harcok végére a montenegrói erők lényegében kiszorultak Boszniából.
A hídfők körüli harcokat leszámítva a front egy rövid időre lecsendesült, de november 5-én újabb offenzíva vette kezdetét. A túlerőben lévő osztrák erőkkel szemben a szerb hadsereg visszavonult, november 15-én az osztrákok megszállták Valjevót és november 29-én megszállták a szerb fővárost, Belgrádot is. 1914. december 3-án Putnik tábornok vezetésével a szerb csapatok ellentámadásba mentek át, visszafoglalták Belgrádot és december 15-éig visszaszerezték az elfoglalt területek egészét a folyók mentén kialakított hídfőkkel együtt.

### Osztrák-magyar blokád az Adriai-tengeren, harcok a Lovčen-hegynél

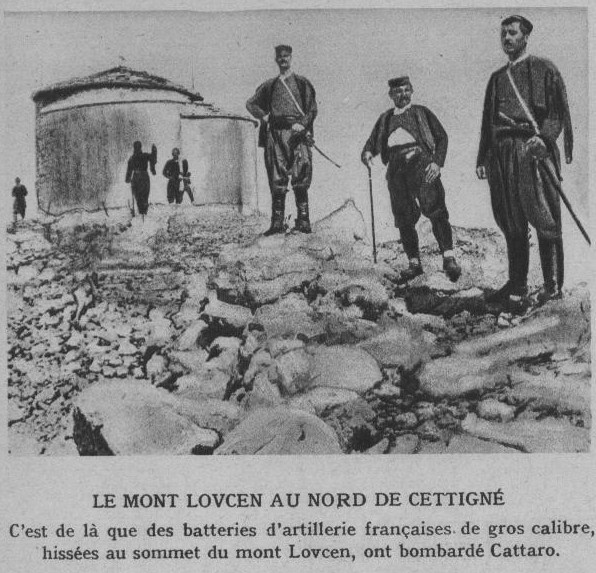
Montenegrói katonák a Lovčen-hegyen

Montenegró háborúba lépését követően az Osztrák–Magyar Haditengerészet kénytelen volt kiürítenie azokat a helyeket, amik a legjobban lehettek kitéve a hegyeken kiépített montenegrói ütegek tüzének. Az Adriai-tengeren leadott első lövésre augusztus 8-án került sor, mikor az SMS Szigetvár és az SMS Zenta cirkáló, az Uskoke romboló és a 72F torpedónaszád tűz alá vette és szétlőtte az Antivariban felállított rádióállomást és a vasúti berendezéseket. A montenegróiak visszalőttek, de a hajókban nem okoztak kárt. Augusztus 10-étől a monarchia hadihajói tengeri zárlat alá vonták Montenegrót, azonban a Cattarói-öbölben tartózkodók hajók kis száma miatt ezt csak nappal tudták fenntartani. A blokádot végül az osztrák-magyar tengeri erők felfüggesztették, miután az Adriai-tengeren is tevékenykedő francia hadihajók augusztus 16-án elsüllyesztették a blokádszolgálatot ellátó SMS Zenta cirkálót.
A Cattaro és a Cattarói-öböl felett magasodó montenegrói hegycsúcsokon elhelyezett erődök (melyeket a szakirodalom csak Lovčen-ütegeknek nevez) a háború kitörésétől fogva igyekeztek akadályozni az öbölben horgonyzó osztrák-magyar hajók tevékenységét. A hegyről a montenegrói ütegek zavartalanul lőhették a hajókat, mozgásaikról értesíthették az Antant hadvezetőségét, továbbá megakadályozták az öböl megerősített bázissá való kialakítását. A montenegróiak először augusztus 8-án lőtték az alattuk elfekvő öbölben tartózkodó hajókat. A Kaiser Karl VI. páncélos cirkáló augusztus 8-áról 9-ére virradó éjjel állt tüzelőállásba, s kezdte lőni a Kuk, Krstac és a Pestingrad montenegrói erődöket. Az erődök elleni sikeres ágyúzást nagyban megnehezítette a szokatlanul nagy magasság, mely miatt az ágyúkat a maximális magasságig kellett emelni, továbbá a becsapódások eredményeiről nem tudtak megfelelően tájékozódni. Ezt az osztrákok három vízirepülőgép odaszállításával oldották meg, amelyek megfigyelték az ellenséges állásokat, beszámoltak a tüzérség által elért eredményekről, majd később többször saját maguk is bombázták az erődöket. Augusztus 12-én elhallgatott a Kuk-üteg, majd az aznap az öbölbe érkező 5. csatahajó-osztály is bekapcsolódott a harcokba másnap. Augusztus végén további két cirkáló, a Kaiser Franz Joseph I és a Szigetvár csatlakozott a hegyi ütegek elleni harchoz. Szeptember 17-én a franciák teljes földközi-tengeri flottája futott be a fedezetük alatt álló szállítógőzössel Antivariba, ahonnan összesen 8 üteget és 142 főt szállítottak a montenegrói egységekhez. Az új francia ágyúkat a Kuk-magaslatra szállították, s harckésszé tételüket követően komoly károkat okoztak az osztrák-magyar parti erődökben. Október 22-én újabb osztrák-magyar hadihajó, a Radetzky csatacirkáló érkezett az öbölbe és október végére Lovčen-ütegek nagy része már harcképtelenné vált, az ütegeket legyőzöttnek lehetett tekinteni.
A háború során a Montenegró elleni blokádban részt vevő osztrák-magyar tengeralattjárók közül az SM U-12 összesen hat darab, montenegrói zászló alatt hajózó kereskedelmi hajót fogott el vagy süllyesztett el.

### A szerb front összeomlása, támadás Montenegró ellen

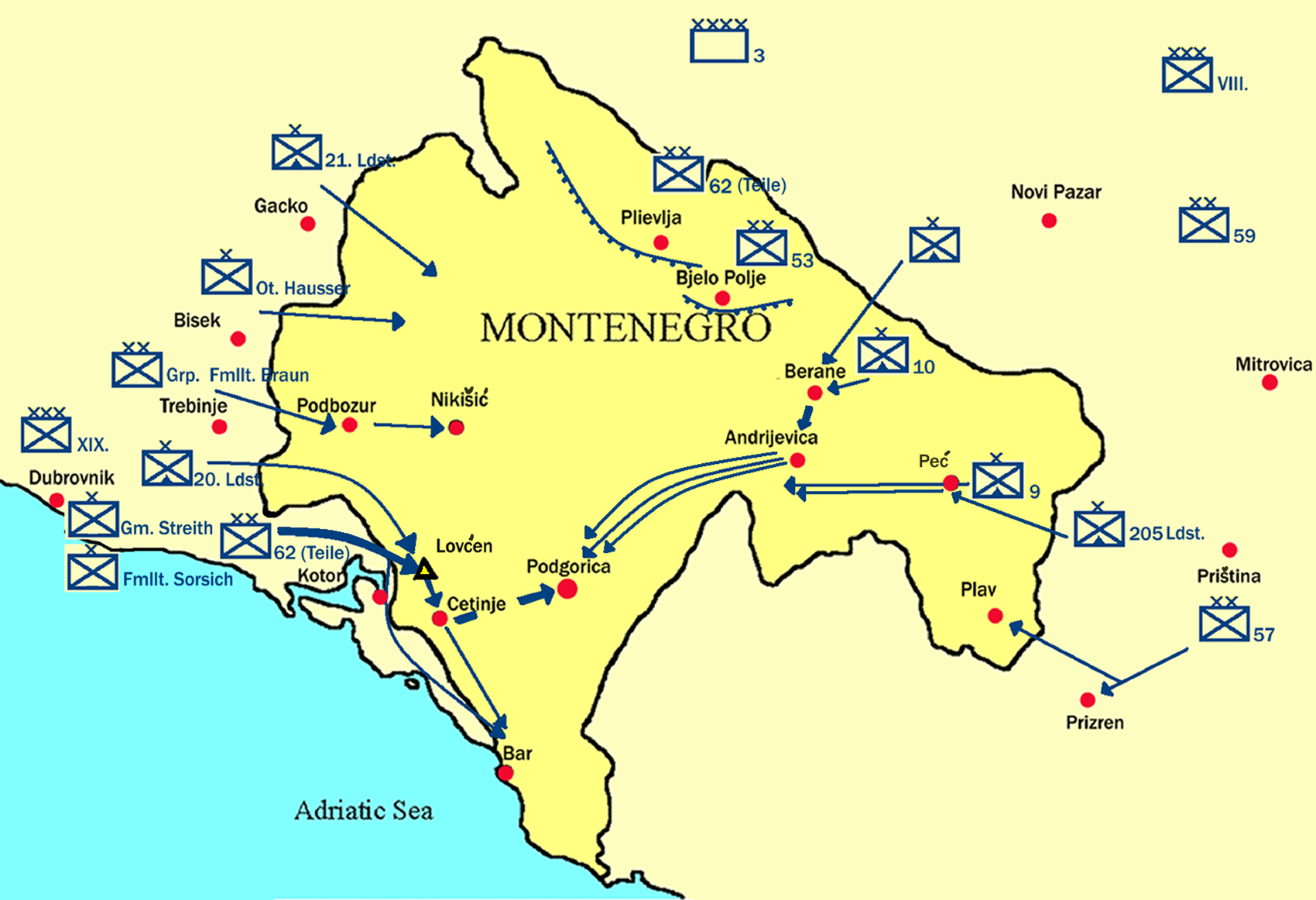
A Császári és Királyi Hadsereg offenzívája Montenegró ellen 1916 elején

A frontvonalon 1915 októberéig nem történtek nagyobb harci cselekmények. A német hadvezetés azonban siettetni akarta a balkáni helyzet eldöntését, és osztrák-magyar szövetségesével döntő csapást akart mérni a szerb és montenegrói hadseregekre. Az új offenzíva 1915. október 7-én indult meg. Tíz német és négy osztrák-magyar hadosztály indult támadásra a fronton a Száva–Duna vonalról. Október 9-én elesett Belgrád, majd a hadba lépő Bulgária csapatai október 16-a éjjelén támadást indítottak a szerb hadsereg keleten álló hadosztályai ellen. A szerb erők súlyos veszteségeket szenvedtek, a hadsereg megmaradt része Albánián át próbált átjutni a semleges Görögországba. A Drinánál csak gyengébb osztrák erők támadtak, de ennek ellenére az ott állomásozó montenegrói katonák megkezdték a visszavonulást hazájukba. A győztes hadműveletek után a német hadvezetés úgy látta, hogy Szerbia legyőzését és a német–török vasúti összeköttetés megteremtését követően a német csapatok nagy részét átszállítják a nyugati frontra. Ezt az osztrák-magyar vezérkari főnök, Franz Conrad von Hötzendorf nem támogatta, javaslata szerint közös erővel kell befejezni a balkáni hadjáratot, majd pedig felszámolni az olasz frontot. Hötzendorf végül a balkáni hadjárat további folytatása mellett döntött, így hamarosan megkezdődtek a Montenegró és Albánia elleni hadműveletek.

| „                                    | A montenegrói katona bátorságának nincs párja a történelmi háborúk terén. Olyan montenegrói katonát lehetett látni itt, aki a bajonettel támadó ellenfeleire puszta kézzel ütött vissza. Ez a létszámban kicsiny, primitív fegyverekkel harcoló hadsereg Mojkovac tájain napokig tartóztatta fel a sokszoros emberfölénnyel bíró, korszerű fegyverzetű osztrák-magyar hadsereget. | ” |
| – Wilhelm von Reiner osztrák ezredes | |   |

A hadműveletek 1916. január 7-én indultak meg, nyugatról, keletről és északról osztrák-magyar csapatok lépték át az országhatárt. Az északon Plievlja és Bjelo Polje felé támadó 53. és 62. osztrák-magyar gyaloghadosztályt a létszámban sokkal kisebb montenegrói erők Janko Vukotić vezetésével azonban rövid időre képesek voltak megállítani a mojkovaci csatában, ahol hősies és bátor ellenállásuk az ellenség tiszteletét is kivívta.
1916. január 8-án a Stephan Sarkotić (később von Lovćen) tábornok vezetésével a Cattarói-öbölből indult osztrák-magyar támadás a Lovćen-hegy ellen, amit a Császári és Királyi Haditengerészet hadihajói is támogattak. Heves harcok árán január 11-én a hegyet a támadók elfoglalták. A monarchia csapatai az offenzíva megindítását követően néhány héttel teljes győzelmet arattak a királyság fölött. Montenegró nem várta ki a teljes osztrák megszállást és január 13-án békét kért. A Monarchia január 16-án fogadta el Montenegró békekérését és elfoglalta az ország fővárosát, Cetinjét.

## Következmények

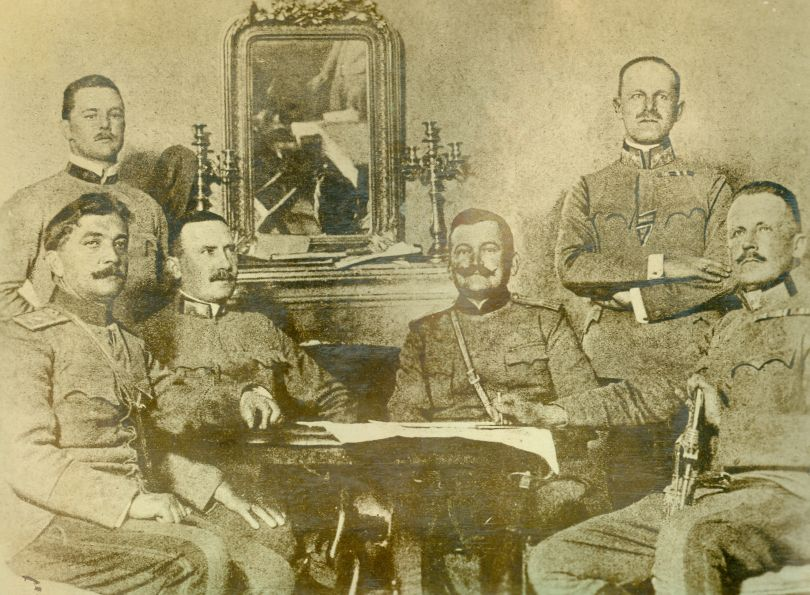
Montenegró kapitulációjának aláírása. A kép jobb szélén Viktor Weber von Webenau tábornok, a megszállt terület első katonai kormányzója

Midőn a kis ország békét kért az osztrák-magyar uralkodótól, a Monarchia a választ illetően nem volt egységes állásponton. A magyar kormány hajlott arra, hogy az ország különbékét kössön Montenegróval, de a katonai vezetés a teljes katonai megszállás mellett foglalt állást, amit a környező területeken vívott harcokkal indokolt. Végül ez az álláspont győzött, így nem jött létre különbéke, Montenegró feltétel nélkül kapitulált és hamarosan katonai kormányzat jött létre, aminek az élére Viktor Weber von Webenau altábornagy került. A tábornok ezt a tisztséget 1917 júliusáig töltötte be, utódja Heinrich von Clam-Martinic vezérőrnagy volt.
A Monarchia jövőbeli, háború utáni tervei Montenegróval is foglalkoztak, és annak teljes vagy részleges felosztását tartalmazták. A montenegrói tengerpartot és az ország boszniai határsávját a tervek szerint a Monarchia kapta volna meg, míg a kis királyság déli része Albánia területévé vált volna. A további teendők között viszont már ellentét alakult ki az osztrák és a magyar vezetők között. Az osztrák vezetők Montenegró maradék területeit is felosztották volna két részre, azonban a magyar vezetők inkább azt támogatták, hogy a maradék montenegrói területeket csatolják az ugyancsak megcsonkított Szerbiával, így létrehozva egy lényegében életképtelen államalakulatot. Ezen állam élére a jogfolytonosság látszatáért az ekkora Olaszországon át Franciaországba menekült montenegrói királyt állították volna. Ausztria-Magyarország tervei a központi hatalmak 1918-as vereségének következtében soha nem valósulhattak meg.
A katonai vereséget követően több Párizsba menekült montenegrói egy bizottságot hozott létre, mely az ország érdekeit volt hivatott képviselni annak ellenére, hogy a szintén száműzetésbe ide érkező Miklós király saját, hivatalos ideiglenes kormányt állított fel. A két emigráns szervezet a háború befejezéséig erőteljesen rivalizált egymással. 1917-ben a szerb kormány egészséget kötött a már korábban is létező, egy, a balkáni népeket egyesítő államért harcoló Jugoszláv Bizottsággal, hogy a háborút követően a szerb kormány támogatja azt, hogy a monarchiabeli délszlávokat egy államba egyesítsék a szerbekkel a Karađorđević-ház jogara alatt. Ezt a nyilatkozatot a montenegrói bizottság is nyíltan támogatta, a hivatalos ideiglenes montenegrói kormány azonban nyíltan elutasította, mivel ez a független Montenegrói állam végét jelentette volna. Miután 1918-ban az antant hatalmak visszafoglalták a bekebelezett balkáni országokat, Montenegró is felszabadult, a területre bevonuló szerb csapatok azonban hamarosan megszálló erőként léptek fel. A hazaérkező Miklós király újra elkívánta foglalni trónját, azonban országon belüli népszerűsége 1916-os elmenekülése után megcsappant, az eluralkodó pánszláv érzelmek pedig arra késztették a királlyal szemben álló lakosságot, hogy országgyűlést hívjanak össze Podgoricába. Itt egyoldalú szavazás útján 1918. november 26-án kikiáltották I. Miklós király trónfosztását és az ország egyesülését Szerbiával. Hamarosan Montenegró, Szerbia és a függetlenedő Horvátország, illetve Szlovénia mellett a létrejövő Szerb–Horvát–Szlovén Királyság részei lettek. A száműzetésbe vonuló I. Miklós király nem fogadta el a történteket, és trónigényéről 1921-es haláláig nem mondott le.
A háború során 15 000 montenegrói katona esett el, sebesült meg vagy került hadifogságba, az ország polgári és katonai vesztesége együttesen megközelíti a 30 000 főt.